# Транспортный переулок (Ломоносов)
Тра́нспортный переулок — переулок в городе Ломоносове Петродворцового района Санкт-Петербурга. Проходит от Краснофлотского шоссе (напротив сада дачи Максимова) на север за Балтийскую железнодорожную линию.
Первоначальное, с 1916 года, вместе с Ветеринарным переулком образовывал единую улицу Тре́тьей Версты́. Это название связано с тем, что улица пересекала современное Краснофлотское шоссе на третьей версте от Ораниенбаума.
С конца 1930-х годов названия не имела. Примерно в 1962 году северной части бывшей улицы Третьей Версты (до железной дороги) дали название Транспортный переулок. Оно связано с тем, что переулок соединяет две транспортные магистрали — шоссе и железную дорогу.
20 июля 2010 года Транспортный переулок был продлён на 340 метров на север за железную дорогу.